# Rietzneuendorfer Wassermühle

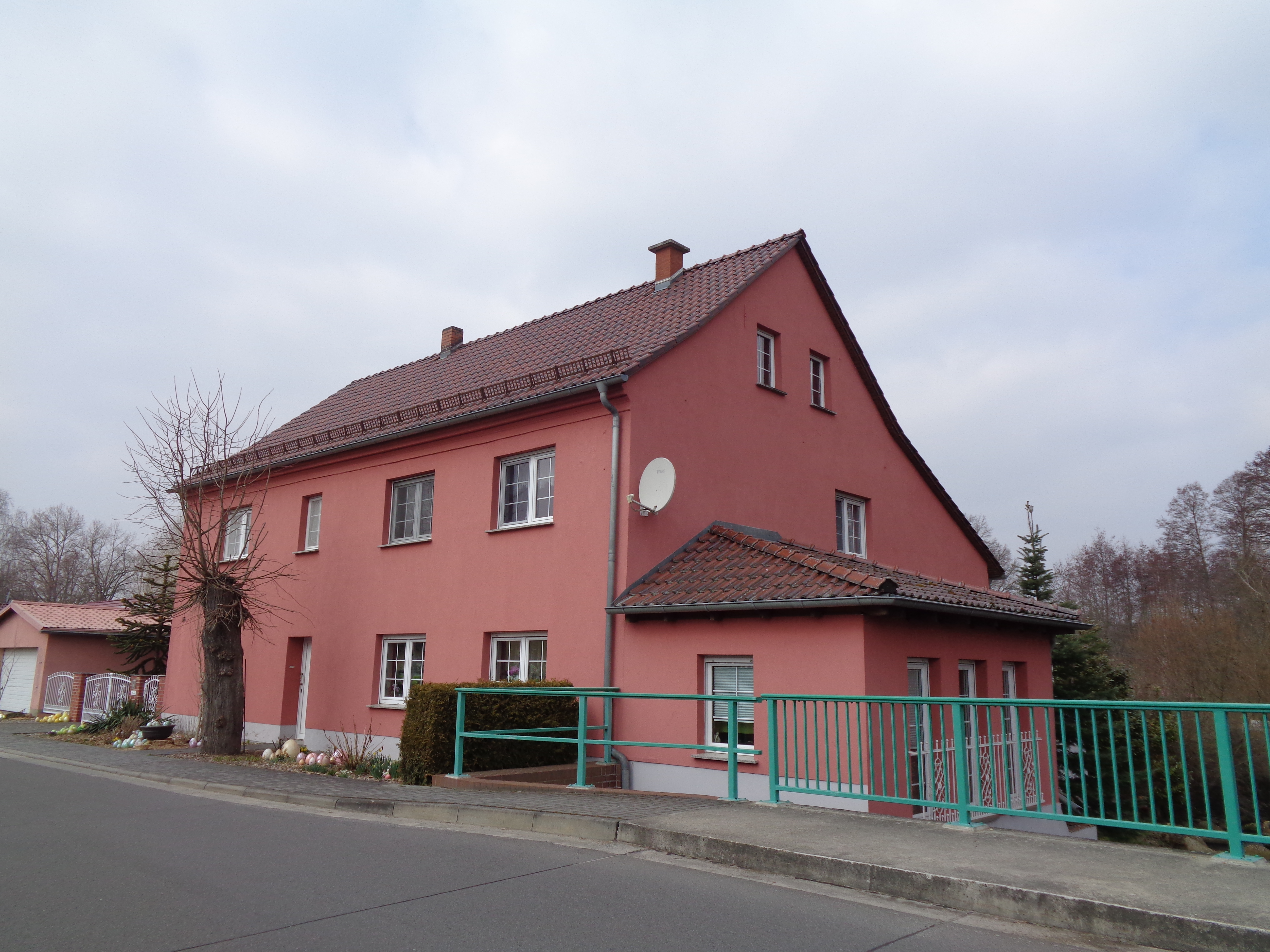
Rietzneuendorf, ehemalige Wassermühle

Die Rietzneuendorfer Wassermühle war eine historische Wassermühle an der Dahme im Ortsteil Rietzneuendorf der Gemeinde Rietzneuendorf-Staakow im Landkreis Dahme-Spreewald (Brandenburg). Die ehemalige Mühle ist eine der 18 historischen Wassermühlen an der Dahme und eine Station am Dahme-Wassermühlen Rad- und Wanderweg. Sie ist vor 1738 entstanden; der Betrieb wurde 1960 eingestellt. 

## Lage
Die ehemalige Rietzneuendorfer Wassermühle liegt an der Hauptstraße unmittelbar vor bzw. bei der Brücke über die Dahme (Hauptstraße 66). Sie lag ursprünglich etwas außerhalb des Ortskerns zwischen der Kolonie Rietze und dem Ortskern von Rietzneuendorf. Inzwischen ist sie durch Bebauung von beiden Seiten der Hauptstraße mit dem ursprünglichen Ortskern verbunden. Sie liegt auf etwa 56 m ü. NHN.

## Geschichte
Wann genau die Mühle errichtet wurde, ließ sich bisher nicht ermitteln. Eine erste Nennung eines Müllers in Rietzneuendorf liegt von 1738 vor. Damals klagte der Müller von Rietzneuendorf Martin Richter gegen Otto von Stutterheim daselbst wegen dem Mühlenbau und der Räumung des Fließes. Leider ließ sich bisher keine weitere Information zu dieser Klage finden.
Die Rietzneuendorfer Wassermühle ist nicht im Schmettauschen Kartenwerk von 1767/87 verzeichnet. Auch die Topographisch-militärische Karte von Sachsen (Königreich), 1:180.000, Blatt 7 von 1812 verzeichnet bei Rietzneuendorf keine Mühle. Beide Karten sind aber nachweislich ungenau; das Fehlen in der Karte heißt deshalb nicht, dass es die Wassermühle damals (noch) nicht gab. Die Topographisch-statistische Uebersicht des Regierungsbezirks Frankfurth a. d. O. von 1820 erwähnt dagegen Rietzneuendorfer Mühlen, eine Wassermühle und eine Windmühle.
Im Urmesstischblatt 3847 Baruth/Mark von 1841 ist an der Stelle der Wassermühle ein Anwesen und ein Mühlenteich eingezeichnet. Die Wassermühle ist aber nicht besonders benannt. Die Windmühle stand damals in der Waldstraße, etwa auf dem Grundstück Waldstraße 38. In der Topographisch-statistische(n) Uebersicht des Regierungs-Bezirks Frankfurt a. d. O. von 1844 werden die Wassermühle und die Windmühle erneut erwähnt, ebenso im Topographisch-statistischen Handbuch des Regierungs-Bezirks Frankfurt a. O. von 1867.

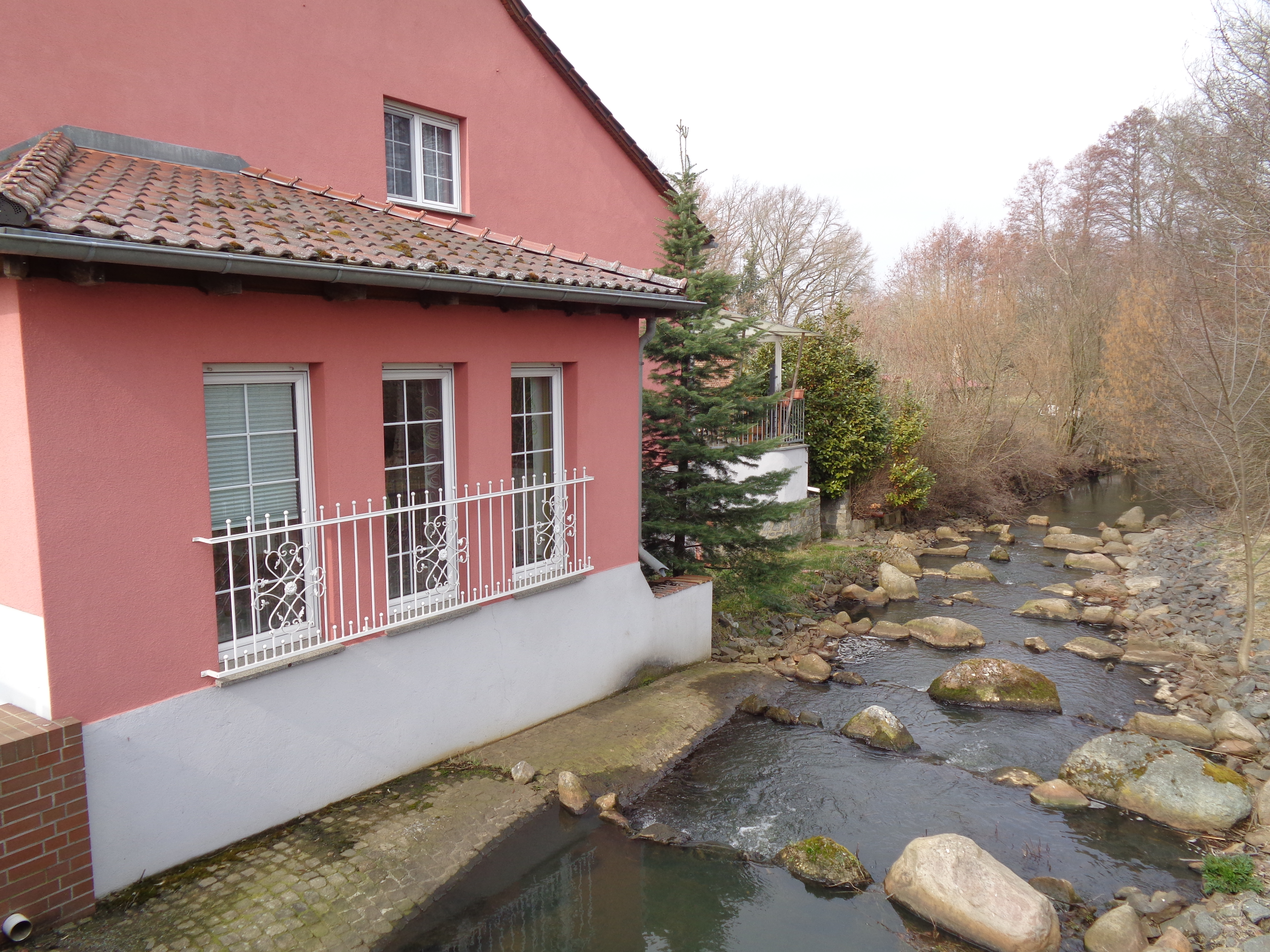
Radhaus und Freiarche

1851 wurden die alten aus der Feudalzeit stammenden Reallasten auf der Rietzneuendorfer Wassermühle, die damals dem Johann Gottlieb Hensel und seiner Frau gehörte, abgelöst. Auf der anderen Seite der Dahme gegenüber der Mahlmühle soll sich zu dieser Zeit oder nur wenig später eine Wassersägemühle befunden haben. Diese brannte 1884 ab und wurde nicht wieder aufgebaut. 1887 wurde der Mühlenbetrieb um eine Bäckerei erweitert.

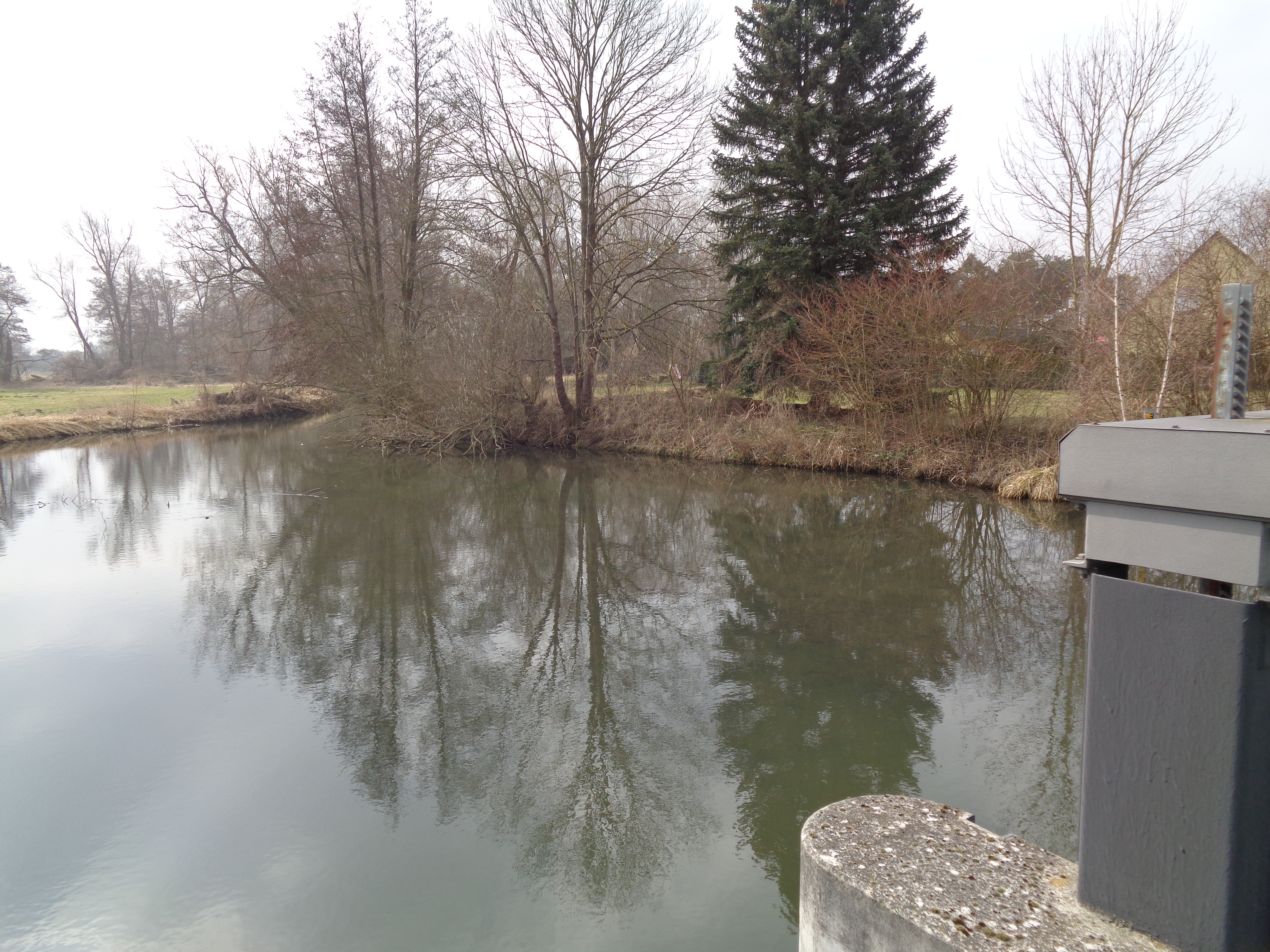
Mühlenteich

1927 war die Wassermühle im Besitz einer Familie Briesenick. In den Adressbücher von 1935 und 1938 ist der Besitzer der Rietzneuendorfer Wassermühle Emil Briesenick aufgeführt. Der Betrieb des Emil Briesenick ist aber nur unter der Branche Mühlenbetriebe aufgeführt, die Bäckerei war anscheinend wieder eingestellt worden. Seit 1960 ist auch der Mühlenbetrieb eingestellt. Die Windmühle des Martin Hellwig stand südöstlich des Ortskerns (Flurstück 13/1). Wann die Windmühle abgerissen wurde, ist nicht bekannt.

## Mühlengebäude und wasserbauliche Anlagen
Das ehemalige Mühlengebäude ist erhalten und wurde 1998 zu einem Wohnhaus umgebaut. 1927 wurde statt des unterschlächtigen Mühlrades eine stehende Turbine eingebaut. Das alte Wasserrad soll einen Durchmesser von 5 m gehabt haben. Das ehemalige Radhaus ist zu einem kleinen Anbau umfunktioniert worden. Das Gerinne wurde trockengelegt und nur die Freiarche führt noch Wasser. Der Damm der Straße über das Dahmetal fungiert auch gleichzeitig als Staumauer für den noch vorhandenen Mühlenteich. 